# Смаженка
Сма́женка (бел. Сма́жанка) — традиционный белорусский открытый пирог небольшого размера. Представляет собой лепёшку из дрожжевого теста с разнообразной начинкой (как правило мясной, но может иметь и другие варианты).

## История
Точный период появления смаженки неизвестен. Слово "Смажань" (от бел. смажыць - жарить, запекать)  в отношении пирога применялось предположительно с XVIII столетия. Современная же смаженка появилась в 70-х годах XX века  и быстро стала неотъемлемой составляющей советских столовых, буфетов и других заведений общепита.
В настоящее время на территории постсоветского пространства название "Смаженка" применяется только в Беларуси, в остальных же странах слово заменено на "мини-пицца", хотя сравнивать смаженку и мини-пиццу в корне не правильно.

## Внешний вид
Смаженка представляет собой лепёшку круглой формы примерно 12-16 см в диаметре. Сверху, в центре этой лепёшки, расположена начинка, залитая соусом.

## Приготовление
Технологически процесс приготовления смаженок происходит в четыре этапа: замешивание теста для основы-лепёшки, приготовление начинки, придание формы лепёшкам с намазыванием их начинкой и непосредственно запекания.
Классический состав для приготовления теста: мука пшеничная, вода (иногда молоко или сыворотка), куриное яйцо и дрожжи. Что касается начинки, тут нет никаких рамок. Её готовят из того, что есть под рукой. Это может быть мясной фарш, ветчина, колбаса, копчёности и т.п. Как правило, мясная основа смешивается с мелко нарезанными овощами, грибами или яйцом. Обязательным элементом классической смаженки (который и отличает её от мини-пиццы) является соус-заливка. Готовится он из сметаны или майонеза, смешанной с куриным яйцом.